# Cemitério da Quarta Parada
interior do Cemitério da Quarta Parada
O Cemitério da Quarta Parada,  anteriormente denominado Cemitério do Brás, é uma necrópole localizada na zona leste do município brasileiro de São Paulo (SP), na Avenida Salim Farah Maluf, bairro da Quarta Parada, no distrito do Belém, na divisa com os distritos da Água Rasa e Tatuapé. Possui entradas pelas ruas David Geizer, Tobias Barretos e Avenida Alvaro Ramos.
A cada ano, mais de cem mil pessoas visitam o local, especialmente no dia de finados.

## História

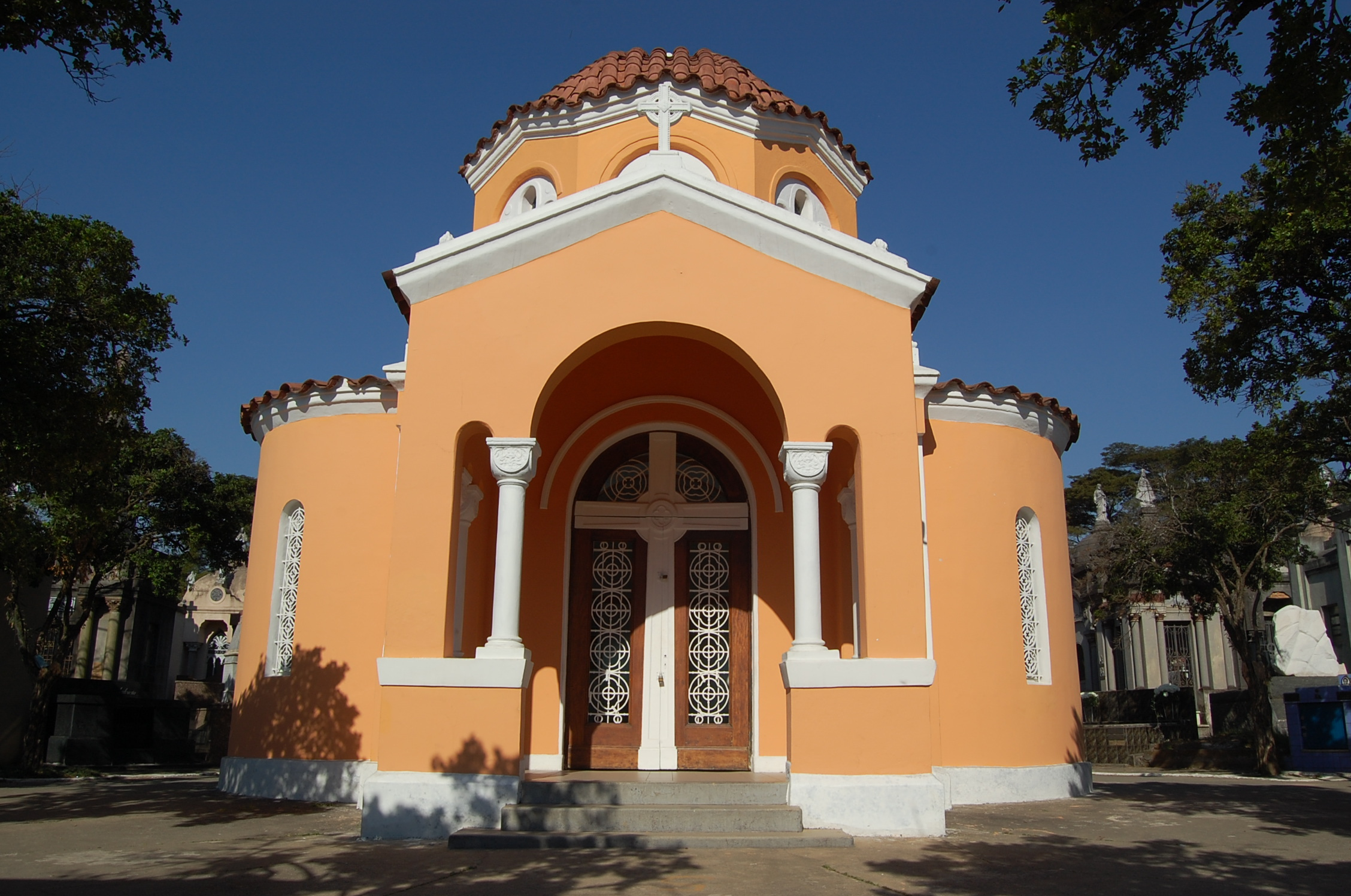
Capela interna

Fundado no dia 6 de janeiro de 1893, é um dos mais antigos cemitérios da cidade de São Paulo. Conta com uma área de 183 mil metros quadrados, onde cerca de quatrocentas mil pessoas já foram sepultadas. 
Leva o nome do bairro em que está localizado, que por sua vez foi nominado devido à estação ferroviária homônima localizada nas proximidades e que constituía a quarta parada do trem em direção ao município de Cachoeira Paulista, sendo que a primeira delas partia da estação do Brás. Hoje, as duas paradas intermediárias estão desativadas. O nome oficial anterior era "Cemitério do Brás", quando o bairro fazia parte daquele distrito. No início, a maioria de suas sepulturas era de chão, mas nos dias de hoje predominam mausoléus e túmulos familiares, com gavetas para urnas.
A exemplo de cemitérios paulistanos destinados às classes altas, o Quarta Parada também têm jazigos de tamanhos monumentais e diversas obras de artes esculpidas em seus túmulos, que foram encomendadas na época dos barões de café por juristas, industriais, comerciantes prósperos e políticos que sepultavam seus familiares em túmulos adornados. É considerado um dos mais caros da capital, junto com o Cemitério do Araçá e o Cemitério da Consolação.
O acervo dos livros de sepultamento, de 1893 a 1941, foi totalmente digitalizado e está disponível para pesquisa no website Family Search, da Igreja de Jesus Cristo dos Santos dos Últimos Dias (Mórmons). 

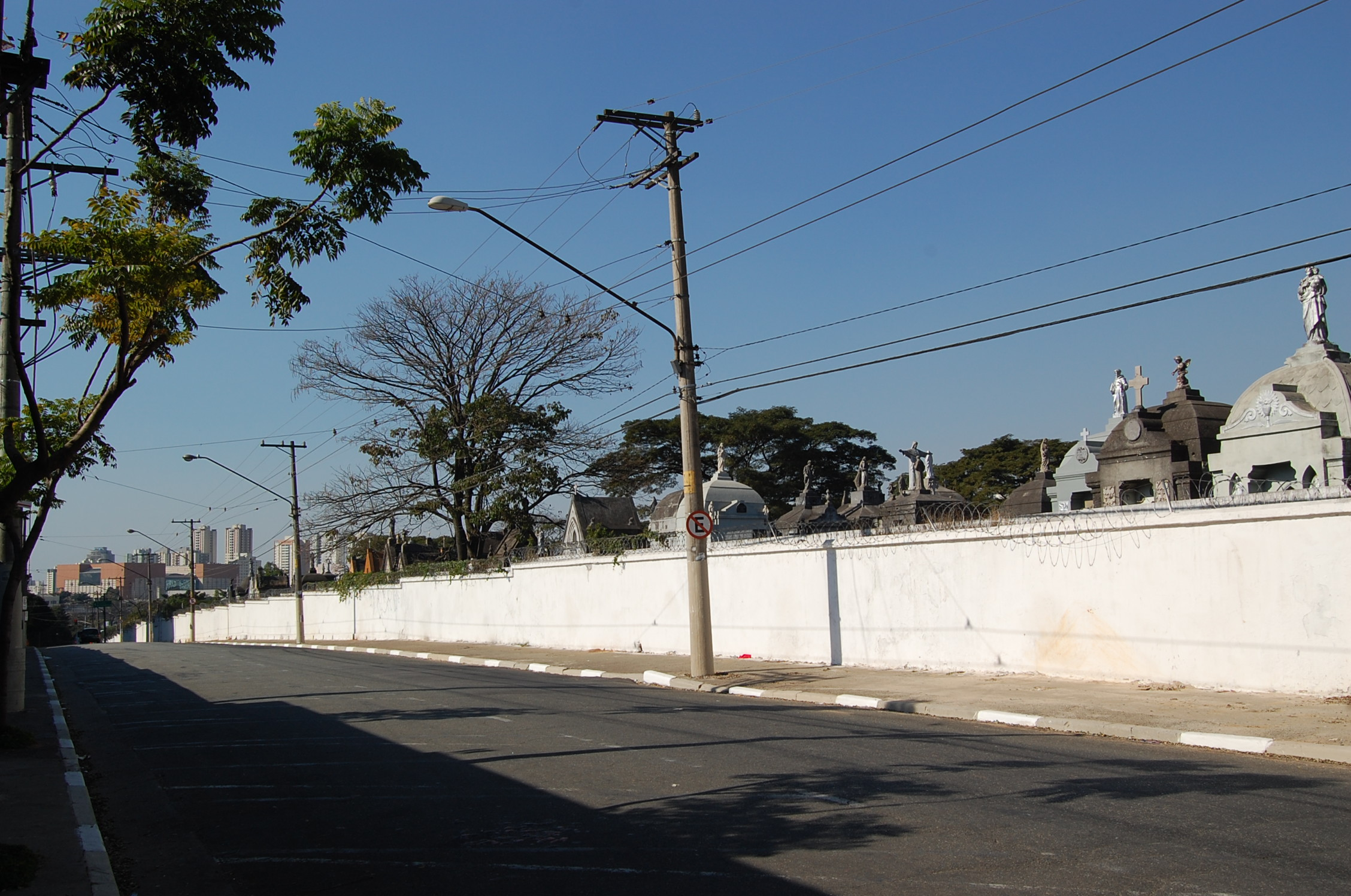
Vista exterior do cemitério

Sua fundação ocorreu após a inauguração do Cemitério da Consolação, em 1858, que apesar de ser municipal, passou a abrigar jazigos e túmulos da burguesia cafeeira e de pessoas importantes. Ambos os cemitérios foram alvos de famílias de imigrantes italianos, que construíam em suas sepulturas citações de acontecimentos históricos na metrópole paulista, por meio de inscrições, monumentos, esculturas ou até mesmo a localização, entre os séculos XIX e XX. Ao analisar o modo como os cemitérios foram criados e sua situação na época atual, é possível compreender a pluralidade da história dos imigrantes. A presença desses polos estrangeiros nos cemitérios acabaram por transformá-los em verdadeiros museus a céu aberto, mesmo que não tivessem essa intenção na época.

## Velório
No cemitério ocorrem dezenas de velórios por mês. O número exumações também é elevado, devido à quantidade de sepulturas.. O velório do Cemitério da Quarta Parada dispõe de salas, estacionamento, lanchonete e cabine da GCM (Guarda Civil Metropolitana).

## Informações
- Em 11 de abril de 1938, foram sepultadas no local as vítimas da Tragédia do Cine Oberdan, ocorrida no dia anterior. A municipalidade decretou feriado e custeou as despesas fúnebres, com milhares de pessoas acompanhando o ato.[7]
- A calçada externa do cemitério foi palco de duas pegadinhas do programa Topa Tudo Por Dinheiro, interpretadas por Gibe; na primeira, foi de um homem que pega um táxi em frente ao cemitério e o taxista o leva para uma residência. Pouco depois, o taxista entra na residência e o morto diz ao taxista que o passageiro que pegou o táxi faleceu há cinco anos; já na segunda, é usado um esqueleto colocado em uma motocicleta, guiada por controle remoto e com alto-falante. São consideradas clássicas, tendo sido reapresentadas nos programas Todos contra Um, extinto programa do Baú da Felicidade, e no atual Programa Silvio Santos;
- Como é um cemitério de elite, conta com jazigos monumentais e obras de arte esculpidos em seus túmulos;
- É mantido pela Prefeitura de São Paulo e seu horário para visitação é das 7h às 18h;
- Em maio de 2008, o cemitério foi alvo de vandalismo, quando 85 placas de bronze foram furtadas. Felizmente os ladrões foram surpreendidos pela polícia e presos em flagrante após confessarem que iriam vender o material em um ferro velho;[4]
- O Departamento Histórico do Estado de São Paulo iniciou um projeto arqueológico nos principais pontos da cidade. No Cemitério da Quarta Parada foi encontrada uma urna indígena, posteriormente coletada para exposição no Sítio Morrinhos, no Jardim São Bento.[4]

## Personalidades sepultadas
- Arnaldo Rosa - músico líder e membro cofundador do grupo "Demônios da Garoa".[2]
- Hélio Ribeiro - ator, radialista, jornalista e narrador brasileiro.
- Felisbina Müller - mulher cujo corpo foi exumado três vezes e ainda permanece intacto (segundo fonte local). A ela são atribuídos alguns milagres e pedidos realizados, tornando-se uma "santa" popular e "Santa protetora dos vestibulandos". Pessoas que acreditam nos milagres atribuídos a ela vão ao cemitério visitar seu túmulo.[2]
- Jacinto Figueira Júnior (1927-2005) - jornalista e apresentador de televisão, conhecido como "o Homem do Sapato Branco".
- Paraguassu- cantor brasileiro.
- Vicente Matheus - ex-presidente do Sport Club Corinthians Paulista. Considerado por muitos responsável pelo sucesso futebolístico do Brasil. Um disco de bronze que se encontrava em seu caixão foi furtado. No ano de 2008, o local no qual ele estava enterrado foi interditado, nem a prefeitura de São Paulo nem a administração do cemitério sabem dizer ao certo o motivo.[2]
- Roberto Nunes Morgado -  contador[8] e juiz de futebol brasileiro.
- Inah Machado Sandoval  - compositora brasileira de choros e valsas, conhecida como Tia Inah.
- Enéas de Camargo - ex jogador da Portuguesa de Desportos.
- Filippo Tonidandel - comerciante bem sucedido de origem do Tirol meridional (atual Trentino - Itália), que se estabeleceu no bairro do Brás no final do século XIX. Sua família também está sepultada nesse cemitério.
- Eduardo Assad - foi maestro, músico, compositor, produtor e arranjador. Fez parte da Jovem Guarda e trabalhou durante anos na gravadora Paulinas COMEP, onde foi responsável por diversos arranjos na década de 70.
- Domingos Montagner - foi um ator, teatrólogo, poeta e empresário brasileiro. Seu último trabalho foi na novela Velho Chico, morreu aos 54 anos de idade, por afogamento no Rio São Francisco.
- Milton Carlos - cantor e compositor brasileiro.
- Mariney Lima - cantora de curta carreira, faleceu aos 20 anos de idade em um acidente automobilístico.
- Seu Nenê - sambista paulistano, fundador e ex-presidente da escola de samba Nenê de Vila Matilde.[9]
- Marquinhos Martini - Humorista e comediante brasileiro.
- Osmar de Mattos - Ator brasileiro